# Corynoptera densisetosa
Corynoptera densisetosa är en tvåvingeart som beskrevs av Werner Mohrig 1999. Corynoptera densisetosa ingår i släktet Corynoptera och familjen sorgmyggor. Inga underarter finns listade i Catalogue of Life.